# Raúl Ruiz Matarín
Raúl Ruiz Matarín (Alacant, 25 de març del 1990) és un futbolista valencià format a l'Hèrcules CF i al Reial Madrid Castella, que juga com a davanter.

## Trajectòria
L'alacantí Raúl Ruiz va jugar 10 partits en Segona Divisió amb l'Hèrcules en la temporada 2008-09. En aquesta temporada va explotar com a jugador, en la qual mentre era jugador juvenil de tercer any va estar entrenant amb el primer equip, i alternà les seves actuacions en el Juvenil "A", Hèrcules B i Hèrcules. Tot això, sumat a la seva internacionalitat sub-19 i sub-21.